# Canillas de Aceituno
Canillas de Aceituno é um município da Espanha na província de Málaga, comunidade autónoma da Andaluzia, de área 42 km² com população de 2336 habitantes (2004) e densidade populacional de 51,20 hab/km².

## Demografia
| Variação demográfica do município entre 1991 e 2004 | Variação demográfica do município entre 1991 e 2004 | Variação demográfica do município entre 1991 e 2004 | Variação demográfica do município entre 1991 e 2004 |
| --------------------------------------------------- | --------------------------------------------------- | --------------------------------------------------- | --------------------------------------------------- |
| 1991                                                | 1996                                                | 2001                                                | 2004                                                |
| 2793                                                | 2327                                                | 2107                                                | 2157                                                |